# Агрофенино (Ивановская область)
Агрофенино — село в Савинском районе Ивановской области России. Входит в состав Вознесенского сельского поселения.

## География
Село расположено в 2 км на юго-запад от центра поселения села Вознесенье и в 16 км на запад от райцентра посёлка Савино.

## История
В конце XIX — начале XX века деревня входила в состав Вознесенской волости Ковровского уезда Владимирской губернии. В 1859 году в деревне числилось 34 дворов, в 1905 году — 42 дворов.
С 1929 года деревня входила в состав Вознесенского сельсовета Ковровского района Ивановской области, с 1935 года — в составе Савинского района, с 2005 года — в составе Вознесенского сельского поселения.

## Население
| 1859 | 1905 | 2010 |
| ---- | ---- | ---- |
| 245  | ↗389 | ↗508 |

## Известные уроженцы, жители
В деревне родился и захоронен Пётр Фёдорович Молодкин (1924—2005) — генерал-лейтенант, профессор, участник Великой Отечественной войны.

## Экономика
В селе находится производственная база ОАО «Савинотехоснастка».